# Onasemnogeno abeparvoveque
Onasemnogene abeparvoveque, vendido sob a marca Zolgensma, é um medicamento de terapia gênica usado para tratar a atrofia muscular espinhal (AME). Foi aprovado para crianças menores de dois anos em 2019. É usado como uma injeção intravenosa única com pelo menos dois meses de corticosteroides.
Os efeitos colaterais comuns incluem vômitos e aumento de enzimas hepáticas. Onasemnogeno abeparvoveque atua fornecendo uma nova cópia do gene que faz a proteína SMN humana.
Onasemnogeno abeparvoveque foi aprovado para uso médico nos Estados Unidos em 2019 e no Japão e na União Europeia em 2020.

## Uso médico
O Onasemnogeno abeparvoveque é indicado para tratar a atrofia muscular espinhal (AME) ligada a uma mutação no gene do neurônio motor de sobrevivência 1 (SMN1), uma doença genética diagnosticada predominantemente em crianças pequenas que causa perda progressiva da função muscular e frequentemente morte.
Em formulação intravenosa, é aprovado nos Estados Unidos para uso em crianças de até dois anos de idade com SMA, inclusive antes que os sintomas ocorram.
Na União Europeia é indicado para o tratamento de:
- pessoas com atrofia muscular espinhal no 5q (SMA) com uma mutação bialélica no gene SMN1 e um diagnóstico clínico de SMA Tipo 1, ou
- pessoas com SMA 5q com uma mutação bialélica no gene SMN1 e até três cópias do gene SMN2.

O medicamento é usado com corticosteroides em um esforço para proteger o fígado. O uso de corticosteroides é recomendado por pelo menos dois meses, começando na véspera da administração de onasemnogeno abeparvoveque. Se as anormalidades hepáticas persistirem, o uso de corticosteroides por mais tempo é recomendado.
Embora comercializado como um tratamento único para SMA, não se sabe por quanto tempo o transgene administrado por onasemnogeno abeparvoveque irá persistir nas pessoas. Como os neurônios motores não se replicam, espera-se que o transgene possa ter estabilidade a longo prazo. 

## Efeitos adversos
As reações adversas comuns podem incluir náuseas e aumento das enzimas hepáticas. As reações adversas graves podem incluir problemas de fígado e plaquetas baixas. Níveis elevados transitórios de troponina-I cardíaca foram observados em ensaios clínicos; a importância clínica desses achados é desconhecida. No entanto, a toxicidade cardíaca foi observada em estudos com outros animais.
Como a medicação pode reduzir a contagem de plaquetas, pode ser necessário verificar as plaquetas antes de iniciar a medicação, a seguir semanalmente no primeiro mês e a cada duas semanas nos próximos dois meses até que o nível volte ao valor basal. A função hepática deve ser monitorada por três meses após a administração.

## Mecanismo de ação
A SMA é uma doença neuromuscular causada por uma mutação no gene SMN1, que leva a uma diminuição da proteína SMN, uma proteína necessária para a sobrevivência dos neurônios motores. Onasemnogeno abeparvoveque é uma droga biológica que consiste em capsídeos do vírus AAV9 que contém uma transgene SMN1 junto com promotores sintéticos. Após a administração, o vetor viral AAV9 entrega o transgene SMN1 aos neurônios motores afetados, onde leva a um aumento na proteína SMN.

## História
O onasemnogeno abeparvoveque foi desenvolvido pela startup de biotecnologia americana AveXis, que foi adquirida pela Novartis em 2018, com base no trabalho de Martine Barkats do Institut de Myologie na França.
A Food and Drug Administration (FDA) dos EUA concedeu o pedido de onasemnogeno abeparvoveque-xioi para fast track, terapia inovadora, revisão de prioridade e designações de medicamentos órfãos. O FDA também concedeu ao fabricante um voucher de revisão prioritária para doenças pediátricas raras e concedeu a aprovação de Zolgensma à AveXis Inc.
Em junho de 2015, a Comissão Europeia concedeu a designação de órfão para o medicamento. Em julho de 2019, o medicamento foi removido do programa de avaliação acelerada do Comitê de Medicamentos para Uso Humano (CHMP).
Em maio de 2019, o onasemnogeno abeparvoveque recebeu a aprovação do FDA dos EUA como tratamento para crianças com menos de dois anos de idade. Desde o final de 2019, o tratamento foi reembolsado em Israel e no Catar. Em março de 2020, o Onasemnogeno abeparvoveque obteve a aprovação regulatória no Japão com o rótulo idêntico ao dos EUA. Também em março de 2020, a Agência Europeia de Medicamentos recomendou uma autorização de comercialização condicional para uso em pessoas com SMA tipo 1 ou com qualquer tipo de SMA e não tendo mais do que três cópias do gene SMN2.  Em maio de 2020, onasemnogeno abeparvoveque foi aprovado condicionalmente na Europa.
Em agosto de 2020, o onasemnogeno abeparvoveque recebeu a aprovação regulatória no Brasil pela ANVISA, em caráter excepcional.

## Sociedade e cultura

### Terminologia
onasemnogeno abeparvoveque é o nome não proprietário internacional (DCI) e o nome adotado nos EUA (USAN). O medicamento é conhecido pelo nome de composto AVXS-101 em países onde não é aprovado para comercialização.[carece de fontes?]

### Custo
O medicamento tem um preço de tabela de 2,125 milhões de dólares por tratamento, tornando-se o medicamento mais caro do mundo. Em seu primeiro trimestre, foram vendidos 160 milhões de dólares em medicamentos.
No Japão, o medicamento foi disponibilizado pelo sistema público de saúde em 20 de maio de 2020, tornando-o o medicamento mais caro coberto pelo sistema público de saúde japonês. O Conselho Médico do Seguro Social Central, responsável por aprovar a tabela de taxas universais de medicamentos no Japão, negociou com a Novartis Pharma e aprovou o medicamento por ¥167,077,222 (aprox. US$1,6 milhão em 2020) por paciente.

### Controvérsias
Nos meses que antecederam a aprovação do medicamento pelo FDA, um denunciante informou à Novartis que certos estudos do medicamento haviam sido sujeitos à manipulação de dados. A Novartis demitiu dois executivos da AveXis que considerou responsáveis, mas informou ao FDA sobre a questão da integridade dos dados apenas em junho de 2019, um mês após a aprovação do medicamento. O atraso atraiu forte condenação do FDA. Em outubro de 2019, a empresa admitiu não ter informado o FDA e a Agência Europeia de Medicamentos (EMA) por sete meses sobre os efeitos tóxicos da formulação intravenosa observados em animais de laboratório. Devido ao problema de manipulação de dados, a EMA retirou a decisão de permitir uma avaliação acelerada do medicamento.
Em dezembro de 2019, a Novartis anunciou que doaria 100 doses de onasemnogeno abeparvoveque por ano para crianças fora dos Estados Unidos por meio de uma loteria global. A decisão, que foi reivindicada pela Novartis como sendo baseada em uma recomendação de bioeticistas não identificados, foi recebida com muitas críticas pela Comissão Europeia, alguns reguladores de saúde europeus e grupos de pacientes (por exemplo, o TreatSMA do Reino Unido e a SMA Europa) que o vêem como um fardo emocional, abaixo do ideal e eticamente questionável. A Novartis não consultou familiares ou médicos antes de anunciar o programa. Alan Regenberg, bioético do Instituto de Bioética Johns Hopkins Berman, disse que o esquema talvez seja o melhor disponível, uma vez que pode ser impossível estabelecer um prognóstico confiável para crianças menores de dois anos de idade. Também nem toda a comunidade SMA se opõe ao programa.

## Pesquisa
AveXis está desenvolvendo uma formulação intratecal de onasemnogeno abeparvoveque; no entanto, os testes em humanos foram interrompidos pela Food and Drug Administration (FDA) dos EUA em outubro de 2019, devido à toxicidade animal observada.